# Kristian Pedersen (gymnast)
|  | For andre personer med navnet, se Kristian Pedersen. |
Oluf Kristian Edvin Pedersen (født 14. marts 1878 i København, død 8. marts 1917 i København) var en dansk gymnast, som deltog i de olympiske mellemlege 1906 og de olympiske lege 1912. 
Ved mellemlegene i 1906 i Athen var Kristian Petersen en del af det 20 mandshold, der vandt sølvmedalje i holdgymnastik og ved legene i 1912 vandt han sammen med 19 andre danske deltagere bronzemedalje i holdgymnastik efter frit system,
I holdkonkurrencen i 1906 deltog seks hold, og vinderne blev Norge med 19,00 point, mens Danmark på andenpladsen fik 18,00 point og et italiensk hold fra Pistoja/Firenze blev treer med 16,71 point.  Ved OL i 1912 kæmpede fem hold, og her vandt Norge med 22,85 point foran Finland med 21,85 og Danmarks 21,25.